# ラーマニヤ
ラーマニヤ（阿: الرحمانيه）とは、シディ・マメド・アル・アザリを祖とする、イスラム教スーフィズム教団（タリーカ）の1つ。

## 歴史
教団の成立時期は18世紀ごろとされ。
シディ・マメド・アル・アザリは彼のシェイクから彼の立場を継承し、1774年に宗教コミュニティを設立した。